# I'm Forever Blowing Bubbles

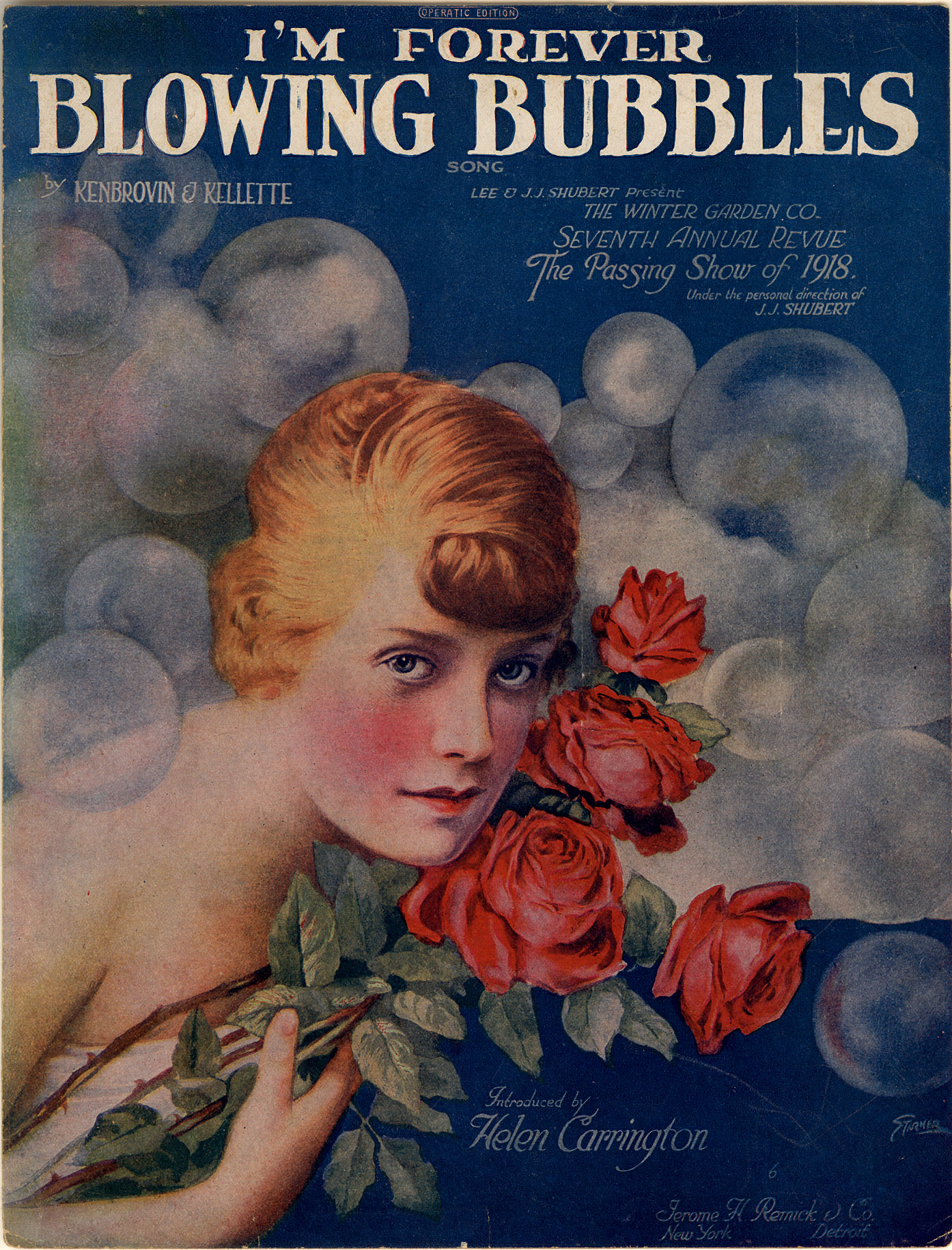
Copertina originale del 1919 di una pubblicazione contenente lo spartito del brano

I'm Forever Blowing Bubbles è una celebre canzone che debuttò nel 1918 e venne registrata per la prima volta nel 1919.
La musica è di John Kellette mentre le parole sono accreditate a Jaan Kenbrovin, uno pseudonimo per i tre scrittori James Kendis, James Brockman e Nat Vincent. La canzone debuttò nel musical di Broadway The Passing Show del 1918.
I'm Forever Blowing Bubbles divenne però celebre in quanto adottata dai tifosi del West Ham United, club calcistico londinese, come inno della squadra. La canzone, che presenta soltanto piccoli cambiamenti dalla versione originale, fu introdotta dall'allenatore Charlie Paynter negli anni venti e da allora è uno degli inni calcistici più celebri insieme a You'll Never Walk Alone, cantata dai tifosi del Celtic e Liverpool.
Doris Day ne incise una versione nel 1951.
La band punk rock Cockney Rejects, composta da tifosi degli Hammers, ha inciso una cover della canzone. I'm Forever Blowing Bubbles è inoltre parte della colonna sonora di Hooligans, film del 2005 incentrato sulle vicende di una presunta firm del West Ham Utd, la Green Street Elite.
Un'interessante versione strumentale è contenuta nel film Accordi e disaccordi di Woody Allen.